# Ivana Šupáková
Ivana Šupáková (* 5. prosince 1993 Uherské Hradiště) je česká florbalová reprezentantka, bronzová medailistka z Mistrovství světa 2023, čtyřnásobná mistryně Česka a dvojnásobná vicemistryně Švýcarska. V nejvyšších soutěžích Česka a Švýcarska hraje od roku 2011.

## Klubová kariéra
Šupáková s florbalem začínala v klubu 1. AC Uherský Brod. Za ten v sezóně 2009/2010 poprvé nastoupila v 2. lize žen. Ročník 2011/2012 odehrála za FBC Ostrava, poprvé v Extralize žen. Po sezóně se ale FBC odhlásilo z nejvyšší soutěže a některé hráčky včetně Šupákové přestoupily k městskému rivalu 1. SC Vítkovice. S novým týmem se hned v roce 2013 probojovala po 13 letech do finále. O rok později již získala s Vítkovicemi svůj první mistrovský titul, kterým přerušily sedm let trvající vládu týmu Herbadent Praha 11 SJM. Šupáková ve finále asistovala na jeden gól. Na následném Poháru mistrů získaly první české ženské stříbro a v národním poháru první Vítkovické zlato.
Další dva tituly vybojovaly v sezónách 2015/2016 a 2017/2018. Po druhém z nich na Poháru mistrů získali druhé české stříbro. Ke svému čtvrtému ligovému titulu v ročníku 2018/2019 přispěla Šupáková hattrickem v superfinále, což se jí podařilo jako druhé hráčce v historii. Třetím gólem vyrovnala skóre půl minuty před koncem zápasu.
Po nedohrané sezóně 2019/2020 přestoupila společně s klubovou a reprezentační spoluhráčkou Kamilou Paloncyovou do švýcarské nejvyšší soutěže do klubu Zug United. V roce 2023, již pod vedením české trenérky Natálie Martinákové (a s dalšími dvěma reprezentačními spoluhráčkami, Denisou Ratajovou a Martinou Řepkovou), získaly s Zugem Švýcarský pohár a Supercup. Šupáková ve finále poháru asistovala na jeden gól a v Supercupu jeden vstřelila. V sezónách 2023/2024 a 2024/2025 vybojovaly s týmem v lize dva vicemistrovské tituly.

## Reprezentační kariéra
Šupáková hrála na třech mistrovstvích světa, poprvé v roce 2019.
V září 2023 na Euro Floorball Tour s českým týmem poprvé v historii porazily Švédsko. Na šampionátu ve stejném roce, kde Šupáková oslavila 30. narozeniny, získaly po 12 letech druhý český ženský bronz.
| Umístění         | Soutěž                                 |
| ---------------- | -------------------------------------- |
| 4.               | Mistrovství světa ve florbale žen 2019 |
| 4.               | Mistrovství světa ve florbale žen 2021 |
| Bronzová medaile | Mistrovství světa ve florbale žen 2023 |